# Donté Greene
Donté Dominic Greene (Monaco di Baviera, 21 febbraio 1988) è un ex cestista statunitense.

## Carriera

### High school
Frequentò la Towson Catholic High School, dal 2003 al 2007, dove tenne una media di 18,6 punti, 6,8 rimbalzi, 4,3 stoppate, 3 assist e 2,1 rubate a partita nell'anno da senior (2006-07). Grazie soprattutto a lui la scuola tenne un record di 32 vinte e 6 perse nel campionato studentesco del Maryland, e due titoli consecutivi in questo stesso.
Fu McDonald's All-American nel 2007 e partecipò a molti prestigiosi tornei giovanili negli USA in cui si mise in buona luce.

### College
Sceglie di frequentare l'Università di Syracuse. Nel suo anno da freshman giocò da titolare tutte le 35 partite di regular season tenendo 17,7 punti di media, 7,2 rimbalzi, 1,63 stoppate. Divenne il primo miglior marcatore da freshman dai tempi di Carmelo Anthony. Stabilì il record di triple segnate della stagione, superando gli 85 di Gerry McNamara con 90 realizzazioni. Venne criticato però per diverse scelte di tiro sbagliate, e una difesa non sempre impeccabile.
Nell'aprile del 2008 si dichiarò eleggibile per il draft NBA.

### NBA

#### Stagione da rookie
Selezionato come 28ª scelta dai Memphis Grizzlies per effetto della cessione di una prima scelta da parte dei Los Angeles Lakers nell'affare che portò Pau Gasol nella città degli angeli, venne girato immediatamente agli Houston Rockets. Dopo un'ottima Summer League con la squadra texana, venne scambiato assieme a Bobby Jackson a Sacramento per Ron Artest.
L'annata da Rookie lo vede protagonista in rarissimi sprazzi, in 55 partite con i Kings realizza 3,8 punti a partita in meno di 14 minuti di media.
Il 10 gennaio 2009 divenne il primo giocatore dei Kings ad essere mandato nell'NBA D-League, ai Reno Bighorns. La sua parentesi qui è stata brevissima poiché le sue partite furono di livello molto alto, e dopo una performance da 28 punti, di cui 14 nell'ultimo quarto, venne richiamato la sera stessa dal suo team NBA.

#### Stagione da sophomore
La seconda stagione nella National Basketball Association iniziò con più soddisfazioni per l'ala del Maryland: in diverse partite segnò più di 20 punti, con un career-high di 31 punti (oltre ad 11 rimbalzi) contro i Phoenix Suns.
È uno dei giocatori perno della rinascita dei Sacramento Kings basata sui giovani: è una delle ali di riferimento del roster californiano assieme a Omri Casspi e Carl Landry.

## Palmarès

### Club
- Campionato dominicano: 1

Leones de Santo Domingo: 2016

### Individuale
- McDonald's All-American Game (2007)